# Nazionale maschile di calcio dell'Indonesia
La nazionale di calcio dell'Indonesia (indonesiano: Tim nasional sepak bola Indonesia) è la rappresentativa calcistica dell'Indonesia. È posta sotto l'egida della Persatuan Sepakbola Seluruh Indonesia (PSSI) ed è affiliata alla FIFA e all'AFC.
Prima dell'indipendenza del paese, ottenuta nel 1945, la squadra competeva con il nome di Indie orientali olandesi: in questa veste è stata la prima nazionale asiatica a prendere parte al campionato mondiale di calcio, dal momento che si qualificò per l'edizione del 1938 in Francia, dove fu eliminata agli ottavi di finale dall'Ungheria. Da quel momento non è più riuscita a qualificarsi per il massimo torneo calcistico mondiale.
L'unica apparizione dell'Indonesia ai Giochi olimpici risale all'edizione di Melbourne 1956, dove fu eliminata dall'Unione Sovietica (che alla fine del torneo iridato si aggiudicò la medaglia d'oro).
L'Indonesia si è qualificata alla Coppa d'Asia in 5 occasioni (1996, 2000, 2004, 2007, 2023), ottenendo come miglior risultato gli ottavi di finale nell'edizione 2023. Il miglior risultato che la nazionale indonesiana può vantare risale ai Giochi asiatici 1958 a Tokyo, quando ottenne la medaglia di bronzo.
La squadra ha inoltre raggiunto la finale dell'AFF Cup, competizione regionale, in cinque occasioni (2000, 2002, 2004, 2010, 2016 e 2020), non riuscendo tuttavia a vincere il torneo.
Occupa il 118º posto del ranking FIFA.

## Storia
Le partite che coinvolgevano squadre delle Indie orientali olandesi erano organizzate dalla Nederlandsch Indische Voetbal Bond (NIVB), o dal suo organo successore, la Nederlandsch Indische Voetbal Unie (NIVU). La prima partita che coinvolse una squadra delle Indie orientali olandesi fu una gara disputata contro una squadra nazionale di Singapore il 28 marzo 1921. La partita fu giocata a Batavia e si chiuse con la vittoria per 1-0 delle Indie orientali olandesi. Seguirono le partite contro una rappresentativa australiana nell'agosto 1928 (vittoria per 2-1) e una squadra di Shanghai due anni dopo (pareggio per 4-4). Le Indie orientali olandesi parteciparono al campionato mondiale del 1938 e furono eliminate dall'Ungheria agli ottavi di finale a causa di una sconfitta per 6-0.
Nel 1934 una squadra di Giava rappresentò le Indie orientali olandesi ai Giochi dell'Estremo oriente che si giocarono a Manila. Dopo aver sconfitto i giapponesi per 7-1 nella sua prima partita, la squadra rimediò due sconfitte nelle due partite successive (2-0 contro la Cina e 3-2 contro le Filippine), piazzandosi così al secondo posto nel torneo.
Le partite disputate prima dell'indipendenza della nazione, ottenuta nel 1945, non sono, tuttavia, riconosciute dalla Federazione calcistica dell'Indonesia (PSSI). Sebbene non riconosciute dalla PSSI, queste partite sono conteggiate per la classifica ELO del calcio mondiale come le prime partite che coinvolgono la nazionale indonesiana.
Le Indie orientali olandesi furono la prima squadra asiatica a partecipare a un campionato del mondo. Disputarono, infatti, Francia 1938 dopo che il Giappone si ritirò nella fase di qualificazione. La sconfitta per 6-0 contro l'Ungheria a Reims, al primo turno del torneo, rimane l'unica gara della nazionale ai mondiali.
Dopo la seconda guerra mondiale, immediatamente seguita dalla guerra d'indipendenza indonesiana, una pagina importante della storia del calcio dell'Indonesia indipendente fu scritta all'Olimpiade del 1956 a Melbourne. La nazionale indonesiana costrinse l'Unione Sovietica a un pareggio per 0-0, poi perse per 4-0 la ripetizione della partita. Questa rimane l'unica apparizione della nazionale indonesiana alle Olimpiadi.
Nel 1958 la squadra partecipò per la prima volta alle eliminatorie campionato del mondo come Indonesia. Battuta la Cina al primo turno, si rifiutò poi di affrontare Israele per motivi politici. L'Indonesia vinse la medaglia di bronzo ai Giochi asiatici del 1958, dove batté l'India per 4-1 nella finale per il terzo posto. La squadra ha anche pareggiato 2-2 con la Germania dell'Est in un'amichevole.
Negli anni '60 del XX secolo squadra indonesiana vinse il Torneo Merdeka in tre occasioni (1961, 1962 e 1969) e si aggiudicò la Coppa del Re del 1968.
L'Indonesia tornò a competere nelle eliminatorie del campionato del mondo in occasione delle qualificazioni a Germania Ovest 1974. La squadra fu eliminata al primo turno, con una sola vittoria in sei partite, contro la Nuova Zelanda. Nella fase di qualificazione al campionato del mondo 1978 la selezione indonesiana vinse una sola partita su quattro, contro la squadra ospitante, Singapore, mentre nelle eliminatorie di Spagna 1982 ottenne due vittorie nelle partite di qualificazione, contro Taipei cinese e Australia.
Nelle eliminatorie del campionato del mondo 1986 superò il primo turno con quattro vittorie, un pari e una sconfitta, vincendo così il proprio girone. Fu la Corea del Sud a interrompere i sogni di gloria degli indonesiani al secondo turno.
Semifinalista dei Giochi asiatici del 1986, dove batté gli Emirati Arabi Uniti ai quarti di finale e perse poi contro la Corea del Sud, l'Indonesia chiuse il torneo al quarto posto, uscendo sconfitta dal Kuwait nella sfida per la medaglia di bronzo. La squadra vinse i Giochi del Sud-est asiatico del 1987 e del 1991.
Nelle eliminatorie del campionato del mondo 1990 l'Indonesia uscì nel girone di primo turno, con un bilancio di una vittoria, tre pareggi e due sconfitte in sei partite. Anche le successive eliminatorie furono negative per i biancorossi, eliminati nel girone di primo turno dopo aver centrato una sola vittoria, contro il Vietnam, e sette sconfitte.
Nella stagione 1994-1995 la nazionale partecipò al campionato Primavera in Italia, non facendo classifica ma piazzandosi a metà graduatoria. Nella stagione successiva giocò invece nel campionato Berretti.
Esordiente nella fase finale del massimo torneo continentale, nella Coppa d'Asia 1996 la nazionale indonesiana fu eliminata al primo turno dopo un pareggio contro il Kuwait (2-2) e due sconfitte contro la Corea del Sud (2-4) ed Emirati Arabi Uniti (0-2). Nelle qualificazioni al campionato del mondo 1998 fu superata in classifica da Uzbekistan e Yemen e venne eliminata trovandosi davanti alla sola Cambogia. Qualificatasi alla Coppa d'Asia 2000, fu eliminata al primo turno dopo un pareggio contro il Kuwait (0-0) e due sconfitte contro Cina (0-4) e Corea del Sud (0-3).
Mancata ancora una volta la qualificazione al mondiale nelle eliminatorie di campionato del mondo 2002, dove uscì di scena al primo turno, superata in classifica dalla Cina, ma ponendosi davanti a Cambogia e Maldive, il 23 dicembre 2002 l'Indonesia batté per 13-1 le Filippine, stabilendo la sua vittoria più larga di sempre. Nella Coppa d'Asia 2004 fu eliminata ancora al primo turno, dopo una vittoria contro il Qatar (2-1) e due sconfitte contro Cina (0-5) e Bahrein (1-3).
Nelle eliminatorie del campionato del mondo 2006 fu eliminata nel secondo turno della fase di qualificazione da Arabia Saudita e Turkmenistan, precedendo in classifica il solo Sri Lanka. Paese co-organizzatore della Coppa d'Asia 2007, non andò oltre il primo turno, dopo una vittoria contro il Bahrein (2-1) e due sconfitte contro Arabia Saudita (1-2) e Corea del Sud (0-1).
L'Indonesia fu tra i paesi candidati ad ospitare il campionato del mondo 2022 (presentando anche un progetto di stadi avveniristici in costruzione), ma nel marzo 2010 la FIFA bocciò la candidatura per mancanza di appoggio da parte del governo indonesiano. Il progetto, ad ogni modo, fu il primo presentato alla FIFA con la volontà di organizzare un mondiale ecologico, basato sull'adozione di politiche di risparmio energetico.
Estromessa al secondo turno del campionato del mondo 2010 dalla Siria in malo modo, dopo aver beneficiato del ritiro di Guam al primo turno, il 29 febbraio 2012 l'Indonesia registrò la sconfitta più pesante della sua storia, perdendo per 10-0 contro il Bahrein.
Gli anni successivi videro l'Indonesia vivere non poche difficoltà a livello sportivo e non solo. Il 30 maggio 2015 la Federazione calcistica dell'Indonesia fu, infatti, sospesa dalla FIFA a causa dell'interferenza del governo nel campionato nazionale. Il divieto entrò in vigore immediatamente e si tradusse nell'esclusione dell'Indonesia dal turno successivo di qualificazione al campionato del mondo 2018 e alla Coppa d'Asia 2019, che avrebbe avuto inizio meno di due settimane dopo. La FIFA intervenne contro l'Indonesia a seguito di una controversia sorta tra il governo locale e la federazione calcistica locale, che aveva portato alla cancellazione del campionato indonesiano. La sospensione della FIFA fu revocata in occasione del 66º congresso del massimo organo calcistico mondiale. Nel frattempo, grazie a una speciale deroga, l'Indonesia poté partecipare all'AFF Cup 2016, dove raggiunse la finale, persa contro la Thailandia.
Poche settimane dopo essere arrivata seconda nell'AFF Cup 2016, l'8 gennaio 2017 la federcalcio locale tenne un congresso in cui fu affidato a Luis Milla il compito di guidare la nazionale maggiore e la nazionale Under-21. Prima dell'AFF Cup 2018 Milla lasciò, tuttavia, l'incarico senza fornire alcuna spiegazione, suscitando l'ira e la delusione dei tifosi. L'Indonesia fu eliminata dalla fase a gironi dell'AFF Cup 2018. Il ruolo di CT fu affidato, dunque, a Simon McMenemy, reduce da una buona esperienza alla guida della nazionale filippina. Nel girone di qualificazione al campionato del mondo 2022 gli indonesiani affrontarono tre rivali del sud-est asiatico, Malesia, Thailandia e Vietnam. L'Indonesia perse quattro partite, così, il 6 novembre 2019, McMenemy fu esonerato. La sconfitta in terra malaysiana portò all'eliminazione dalla corsa a Qatar 2022.
Dopo aver fallito nella qualificazione al mondiale qatariota, fu il sudcoreano Shin Tae-yong ad assumere, nel 2019, la guida della nazionale indonesiana. Egli, lavorando in cooperazione con i tecnici delle selezioni giovanili indonesiane, condusse in nazionale maggiore molti calciatori promettenti. I risultati migliorarono notevolmente, tanto che l'Indonesia si qualificò alla fase finale della Coppa d'Asia 2023 (disputatasi nel 2024), dove riuscì a raggiungere gli ottavi di finale e fu eliminata dalla ben più quotata Australia.

## Colori e simboli

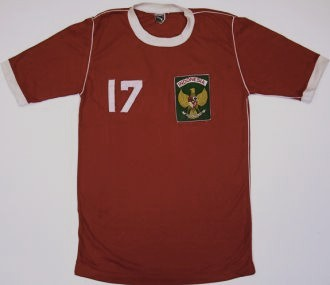
Divisa casalinga del 1981

Durante l'epoca coloniale olandese, la squadra rappresentativa dell'attuale Indonesia, a quel tempo conosciuta con il nome di Indie orientali olandesi, giocava le partite internazionali in maglia arancione, in onore ai Paesi Bassi, e anche l'inno e la bandiera erano quelli dei Paesi Bassi. Non vi sono documenti ufficiali sulla maglia della squadra, bensì solo diverse foto in bianco e nero della partita contro l'Ungheria al campionato mondiale di calcio 1938, ciò nonostante, documenti non ufficiali hanno dimostrato che il completo era composto da una maglia arancione, pantaloncini bianchi e calzettoni azzurri.
Dall'indipendenza dal Regno dei Paesi Bassi, e sotto il nome Indonesia, la divisa adottò il rosso ed il bianco, d'ispirazione ai colori della bandiera del paese. Una combinazione di verde e bianco fu utilizzata per le maglie da trasferta, indossate durante le Olimpiadi del 1956 e fino alla metà del 1980.
Nel 1990, la divisa casalinga divenne totalmente rossa, mentre si scelse il bianco per quella da trasferta.
Nel 2007, poco prima dell'inizio dell'edizione annuale della Coppa d'Asia, vennero ripristinati i colori originali.
Il simbolo distintivo è il Garuda Pancasila. Questo è dovuto all'ispirazione dal brano, "Garuda di Dadaku" ("Aquila sul mio petto"). Il brano è una versione modificata di un canto popolare della Papua Occidentale chiamato "Apuse", con i testi modificati.

### Evoluzione
| La divisa dell'Indonesia indossata al campionato del mondo del 1938, ispirata a quella olandese | La prima divisa indonesiana dall'indipendenza dall'Olanda | Divisa casalinga 2008-2010 | Divisa da trasferta 2008-2010 | Divisa casalinga 2010-2012 | Divisa da trasferta 2010-2012 |

## Partecipazioni ai tornei internazionali
Legenda: Grassetto: Risultato migliore, Corsivo: Mancate partecipazioni

### Giochi asiatici
| Edizione | Risultato        |
| -------- | ---------------- |
| 1951     | Quarti di finale |
| 1954     | Semifinalista    |
| 1958     | Terzo posto      |
| 1962     | Primo turno      |
| 1966     | Quarti di finale |
| 1970     | Quarti di finale |
| 1974     | Non partecipante |
| 1978     | Non partecipante |
| 1982     | Non partecipante |
| 1986     | Quarto posto     |
| 1990     | Non partecipante |
| 1994     | Non partecipante |
| 1998     | Non partecipante |

### AFF Cup
| Edizione | Risultato     |
| -------- | ------------- |
| 1996     | Quarto posto  |
| 1998     | Terzo posto   |
| 2000     | Secondo posto |
| 2002     | Secondo posto |
| 2004     | Secondo posto |
| 2007     | Primo turno   |
| 2008     | Semifinalista |
| 2010     | Secondo posto |
| 2012     | Primo turno   |
| 2014     | Primo turno   |
| 2016     | Secondo posto |
| 2018     | Primo turno   |
| 2020     | Secondo posto |
| 2022     | Semifinalista |

### Giochi del Sud-est asiatico
| Edizione | Risultato        |
| -------- | ---------------- |
| 1959     | Non partecipante |
| 1961     | Non partecipante |
| 1965     | Non partecipante |
| 1967     | Non partecipante |
| 1969     | Non partecipante |
| 1971     | Non partecipante |
| 1973     | Non partecipante |
| 1975     | Non partecipante |
| 1977     | Semifinalista    |
| 1979     | Secondo posto    |
| 1981     | Terzo posto      |
| 1983     | Primo turno      |
| 1985     | Semifinalista    |
| 1987     | Campione         |
| 1989     | Terzo posto      |
| 1991     | Campione         |
| 1993     | Semifinalista    |
| 1995     | Primo turno      |
| 1997     | Secondo posto    |
| 1999     | Terzo posto      |

## Rosa
Lista dei convocti per la sfida contro il Vietnam del 26 marzo 2024.
| N. | Pos. | Giocatore          | Data nascita (età) | Pres. | Reti | Squadra            |
| -- | ---- | ------------------ | ------------------ | ----- | ---- | ------------------ |
| 1  | P    | Muhammad Riyandi   | 3 gennaio 2000     | 5     | 0    | Persis Solo        |
| 21 | P    | Syahrul Trisna     | 26 ottobre 1995    | 8     | 0    | Persikabo 1973     |
| 22 | P    | Ernando Ari        | 27 febbraio 2002   | 12    | 0    | Persebaya Surabaya |
| 3  | D    | Wahyu Prasetyo     | 21 marzo 1998      | 2     | 0    | PSIS Semarang      |
| 4  | D    | Jay Idzes          | 2 giugno 2000      | 2     | 1    | Sassuolo           |
| 5  | D    | Rizky Ridho        | 21 novembre 2001   | 36    | 3    | Persija Jakarta    |
| 6  | D    | Nathan Tjoe-A-On   | 22 dicembre 2001   | 2     | 0    | Heerenveen         |
| 14 | D    | Asnawi Mangkualam  | 4 ottobre 1999     | 41    | 2    | Port (capitano)    |
| 17 | D    | Edo Febriansah     | 25 luglio 1997     | 16    | 0    | Persib Bandung     |
| 18 | D    | Muhammad Ferarri   | 21 giugno 2003     | 1     | 0    | Persija Jakarta    |
| 23 | D    | Justin Hubner      | 14 settembre 2003  | 9     | 0    | Cerezo Osaka       |
| 2  | C    | Yakob Sayuri       | 22 settembre 1997  | 23    | 3    | PSM Makassar       |
| 7  | C    | Marselino Ferdinan | 9 settembre 2004   | 23    | 3    | Deinze             |
| 8  | C    | Witan Sulaeman     | 8 ottobre 2001     | 44    | 9    | Bhayangkara        |
| 10 | C    | Egy Maulana        | 7 luglio 2000      | 28    | 9    | Dewa United        |
| 13 | C    | Rachmat Irianto    | 3 settembre 1999   | 31    | 3    | Persib Bandung     |
| 15 | C    | Ricky Kambuaya     | 5 maggio 1996      | 39    | 5    | Dewa United        |
| 16 | C    | Arkhan Fikri       | 28 dicembre 2004   | 4     | 0    | Arema              |
| 19 | C    | Thom Haye          | 9 febbraio 1995    | 1     | 0    | Heerenveen         |
| 9  | A    | Ramadhan Sananta   | 27 novembre 2002   | 12    | 5    | Persis Solo        |
| 11 | A    | Ragnar Oratmangoen | 21 gennaio 1998    | 1     | 1    | Fortuna Sittard    |
| 12 | A    | Rafael Struick     | 27 marzo 2003      | 12    | 0    | ADO Den Haag       |
| 20 | A    | Hokky Caraka       | 21 agosto 2004     | 7     | 2    | PSS Sleman         |

## Record individuali
Aggiornati al 14 giugno 2022.

### Presenze
| Pos. | Giocatore              | Presenze | Reti | Periodo   |
| ---- | ---------------------- | -------- | ---- | --------- |
| 1    | Abdul Kadir            | 111      | 70   | 1967-1979 |
| 2    | Iswadi Idris           | 97       | 55   | 1968-1980 |
| 3    | Bambang Pamungkas      | 85       | 37   | 1999-2012 |
| 4    | Kainun Waskito         | 80       | 31   | 1967-1977 |
| 5    | Jacob Sihasale         | 70       | 23   | 1966-1974 |
| 6    | Firman Utina           | 66       | 5    | 2001-2014 |
| 7    | Ponaryo Astaman        | 61       | 2    | 2003-2013 |
| 7    | Soetjipto Soentoro     | 61       | 37   | 1965-1970 |
| 9    | Hendro Kartiko         | 60       | 0    | 1996-2011 |
| 10   | Kurniawan Dwi Yulianto | 59       | 33   | 1995-2005 |

### Reti
| Pos. | Giocatore              | Reti | Presenze | Reti a partita | Periodo   |
| ---- | ---------------------- | ---- | -------- | -------------- | --------- |
| 1    | Abdul Kadir            | 70   | 111      | 0.63           | 1965-1979 |
| 2    | Iswadi Idris           | 55   | 97       | 0.57           | 1968-1980 |
| 3    | Soetjipto Soentoro     | 37   | 61       | 0.61           | 1965-1970 |
| 3    | Bambang Pamungkas      | 37   | 85       | 0.44           | 1999-2012 |
| 5    | Kurniawan Dwi Yulianto | 33   | 59       | 0.56           | 1995-2005 |
| 6    | Kainun Waskito         | 31   | 80       | 0.39           | 1967-1977 |
| 7    | Risdianto              | 25   | 56       | 0.45           | 1971-1981 |
| 8    | Jacob Sihasale         | 23   | 70       | 0.33           | 1966-1974 |
| 9    | Rochy Putiray          | 17   | 41       | 0.41           | 1990-2004 |
| 10   | Budi Sudarsono         | 16   | 46       | 0.35           | 2001-2010 |

## Capitani
| Periodo   | Giocatore            |
| --------- | -------------------- |
| 1938      | Achmad Nawir         |
| 1950-1952 | Mohammad Sidhi       |
| 1956      | Maulwi Saelan        |
| 1965-1970 | Soetjipto Soentoro   |
| 1970-1971 | Iswadi Idris         |
| 1971-1974 | Anwar Ujang          |
| 1974-1980 | Iswadi Idris         |
| 1980-1985 | Ronny Pattinasarany  |
| 1985-1987 | Herry Kiswanto       |
| 1987-1990 | Ricky Yacobi         |
| 1991-1992 | Ferril Raymond Hattu |
| 1993-1995 | Robby Darwis         |
| 1996      | Sudirman             |
| 1997      | Robby Darwis         |
| 1998-2000 | Aji Santoso          |
| 2001      | Bima Sakti Tukiman   |
| 2002-2004 | Agung Setyabudi      |
| 2004-2008 | Ponaryo Astaman      |
| 2008-2010 | Charis Yulianto      |
| 2010-2012 | Bambang Pamungkas    |
| 2012-2013 | Elie Aiboy           |
| 2013-2014 | Firman Utina         |
| 2014-2018 | Boaz Solossa         |
| 2018      | Hansamu Yama         |
| 2019-2020 | Andritany Ardhiyasa  |
| 2021-     | Evan Dimas           |

## Commissari tecnici
| Periodo   | Commissario tecnico                |
| --------- | ---------------------------------- |
| 1938      | Johan Mastenbroek                  |
| 1951-1953 | Choo Seng Quee                     |
| 1954-1963 | Antun Pogačnik                     |
| 1966-1970 | E.A. Mangindan                     |
| 1970      | Endang Witarsa                     |
| 1971-1972 | Djamiaat Dalhar                    |
| 1972-1974 | Suwardy Arland                     |
| 1974-1975 | Korra Witarsa                      |
| 1975-1976 | Wiel Coerver                       |
| 1976-1978 | Suwardy Arland                     |
| 1978-1979 | Frans van Balkom                   |
| 1979-1980 | Marek Janota                       |
| 1980-1981 | Bernd Fischer                      |
| 1981-1982 | Harry Tjong                        |
| 1982-1983 | Sinyo Aliandoe                     |
| 1983-1984 | M.Basri, Iswadi Idris, Abdul Kadir |
| 1985-1987 | Bertje Matulapelwa                 |
| 1987-1991 | Anatolij Polosin                   |
| 1991-1993 | Ivan Toplak                        |
| 1993-1995 | Romano Mattè                       |
| 1995-1996 | Danurwindo                         |
| 1996-1997 | Henk Wullems                       |
| 1998      | Rusdy Bahalwan                     |
| 1999      | Bernard Shumm                      |
| 1999-2000 | Nandar Iskandar                    |
| 2000-2001 | Benny Dollo                        |
| 2002-2004 | Ivan Kolev                         |
| 2004-2007 | Peter Withe                        |
| 2005      | Bambang Nurdiansyah (ad interim)   |
| 2007      | Ivan Kolev                         |
| 2008-2010 | Benny Dollo                        |
| 2010-2011 | Alfred Riedl                       |
| 2011-2012 | Wim Rijsbergen                     |
| 2012      | Aji Santoso (ad interim)           |
| 2012-2013 | Nil Maizar                         |
| 2013      | Luis Manuel Blanco                 |
| 2013      | Rahmad Darmawan (ad interim)       |
| 2013      | Jacksen Tiago                      |
| 2013-2014 | Alfred Riedl                       |
| 2015      | Pieter Huistra (ad interim)        |
| 2016      | Alfred Riedl                       |
| 2017-2018 | Luis Milla                         |
| 2018      | Bima Sakti                         |
| 2019      | Simon McMenemy                     |
| 2020-2025 | Shin Tae-yong                      |
| 2025-     | Patrick Kluivert                   |

## Confronti con le altre nazionali
| Nazionale            | Partite giocate | Vittorie | Pareggi | Sconfitte | Gol fatti | Gol subiti | Differenza reti |
| -------------------- | --------------- | -------- | ------- | --------- | --------- | ---------- | --------------- |
| Algeria              | 1               | 0        | 0       | 1         | 0         | 1          | -1              |
| Arabia Saudita       | 12              | 0        | 1       | 11        | 5         | 34         | -29             |
| Australia            | 15              | 1        | 3       | 11        | 6         | 32         | -26             |
| Bahrein              | 7               | 2        | 2       | 3         | 7         | 19         | -12             |
| Bangladesh           | 6               | 4        | 1       | 1         | 10        | 4          | 6               |
| Bhutan               | 2               | 2        | 0       | 0         | 4         | 0          | 4               |
| Birmania             | 36              | 13       | 7       | 16        | 60        | 70         | -10             |
| Bosnia ed Erzegovina | 2               | 1        | 0       | 1         | 6         | 3          | 8               |
| Bielorussia          | 2               | 1        | 0       | 0         | 8         | 3          | 11              |
| Brasile              | 1               | 0        | 0       | 1         | 1         | 2          | -1              |
| Brunei               | 8               | 6        | 2       | 0         | 31        | 2          | 29              |
| Bulgaria             | 1               | 0        | 0       | 1         | 0         | 4          | -4              |
| Cambogia             | 20              | 15       | 3       | 2         | 80        | 13         | 67              |
| Canada               | 1               | 0        | 0       | 1         | 0         | 4          | -4              |
| Cecoslovacchia       | 2               | 0        | 1       | 1         | 2         | 6          | -4              |
| Cina                 | 12              | 1        | 2       | 9         | 8         | 31         | -23             |
| Corea del Nord       | 7               | 0        | 1       | 6         | 4         | 16         | -12             |
| Corea del Sud        | 43              | 4        | 4       | 35        | 28        | 97         | -69             |
| Croazia              | 1               | 0        | 0       | 1         | 2         | 5          | -3              |
| Danimarca            | 1               | 0        | 0       | 1         | 0         | 9          | -9              |
| Egitto               | 3               | 0        | 1       | 2         | 5         | 9          | -4              |
| Emirati Arabi Uniti  | 4               | 1        | 1       | 2         | 8         | 8          | 0               |
| Estonia              | 1               | 0        | 0       | 1         | 0         | 3          | -3              |
| Figi                 | 2               | 0        | 2       | 0         | 3         | 3          | 0               |
| Filippine            | 21              | 19       | 2       | 0         | 84        | 9          | 75              |
| Germania             | 7               | 1        | 0       | 6         | 4         | 16         | -12             |
| Germania Est         | 2               | 0        | 1       | 1         | 3         | 5          | -2              |
| Ghana                | 1               | 0        | 0       | 2         | 0         | 2          | -2              |
| Giamaica             | 1               | 1        | 0       | 0         | 2         | 1          | 1               |
| Giappone             | 15              | 5        | 2       | 8         | 18        | 33         | -15             |
| Giordania            | 2               | 0        | 0       | 2         | 1         | 3          | -2              |
| Guinea               | 1               | 0        | 0       | 2         | 0         | 2          | -2              |
| Hong Kong            | 18              | 10       | 3       | 5         | 38        | 26         | 12              |
| India                | 17              | 9        | 2       | 6         | 35        | 23         | 12              |
| Iran                 | 5               | 0        | 1       | 4         | 3         | 11         | -8              |
| Iraq                 | 8               | 1        | 2       | 5         | 6         | 15         | -9              |
| Irlanda              | 5               | 1        | 0       | 5         | 7         | 35         | -28             |
| Israele              | 1               | 0        | 0       | 1         | 0         | 1          | -1              |
| Kenya                | 1               | 0        | 0       | 1         | 2         | 3          | -1              |
| Kuwait               | 6               | 1        | 2       | 3         | 6         | 11         | -5              |
| Laos                 | 8               | 7        | 1       | 0         | 35        | 7          | 28              |
| Liberia              | 1               | 0        | 0       | 1         | 1         | 2          | +1              |
| Libia                | 1               | 0        | 0       | 1         | 0         | 4          | -4              |
| Liechtenstein        | 1               | 0        | 0       | 1         | 2         | 3          | -1              |
| Lituania             | 2               | 0        | 1       | 1         | 2         | 6          | -4              |
| Maldive              | 3               | 3        | 0       | 0         | 10        | 0          | 10              |
| Malaysia             | 71              | 28       | 16      | 57        | 106       | 201        | -18             |
| Malta                | 2               | 0        | 0       | 2         | 0         | 4          | -4              |
| Marocco              | 1               | 0        | 0       | 1         | 0         | 2          | -2              |
| Moldavia             | 1               | 0        | 0       | 1         | 1         | 2          | -1              |
| Nigeria              | 1               | 0        | 0       | 1         | 1         | 2          | -1              |
| Norvegia             | 1               | 0        | 0       | 1         | 0         | 1          | -1              |
| Nuova Zelanda        | 8               | 2        | 4       | 2         | 8         | 9          | -1              |
| Paesi Bassi          | 1               | 0        | 0       | 1         | 0         | 3          | -3              |
| Oman                 | 3               | 0        | 1       | 2         | 1         | 3          | -2              |
| Pakistan             | 4               | 3        | 1       | 0         | 9         | 2          | 7               |
| Palestina            | 1               | 1        | 0       | 0         | 4         | 1          | 3               |
| Papua Nuova Guinea   | 2               | 1        | 0       | 1         | 8         | 3          | 5               |
| Paraguay             | 1               | 0        | 0       | 1         | 2         | 3          | -1              |
| Qatar                | 8               | 1        | 1       | 6         | 7         | 22         | -15             |
| Russia               | 2               | 0        | 1       | 1         | 0         | 4          | -4              |
| Senegal              | 1               | 0        | 1       | 0         | 2         | 2          | 0               |
| Serbia               | 3               | 0        | 0       | 3         | 4         | 14         | -10             |
| Singapore            | 53              | 25       | 11      | 17        | 96        | 64         | 32              |
| Siria                | 4               | 1        | 0       | 3         | 3         | 13         | -10             |
| Sri Lanka            | 3               | 2        | 1       | 0         | 11        | 2          | 9               |
| Stati Uniti          | 1               | 0        | 1       | 0         | 2         | 2          | 0               |
| Taipei cinese        | 11              | 7        | 0       | 4         | 24        | 13         | 11              |
| Tanzania             | 1               | 1        | 0       | 0         | 3         | 1          | 2               |
| Thailandia           | 57              | 17       | 15      | 25        | 73        | 90         | -17             |
| Timor Est            | 1               | 1        | 0       | 0         | 6         | 0          | 6               |
| Turkmenistan         | 4               | 2        | 1       | 1         | 9         | 8          | 1               |
| Uruguay              | 3               | 1        | 0       | 2         | 5         | 11         | -6              |
| Uzbekistan           | 2               | 0        | 1       | 1         | 1         | 4          | -3              |
| Vietnam              | 17              | 7        | 6       | 4         | 20        | 15         | 5               |
| Vietnam del Sud      | 11              | 9        | 1       | 1         | 35        | 19         | 16              |
| Yemen                | 5               | 2        | 3       | 0         | 7         | 3          | 4               |
| Zambia               | 1               | 1        | 0       | 0         | 4         | 2          | 6               |
| Zimbabwe             | 1               | 0        | 1       | 0         | 0         | 0          | 0               |

## Rosa attuale
Lista dei 30 giocatori convocati per l'AFF Championship 2020.
Statistiche aggiornate al 9 dicembre 2021.
| 1  | P | Ernando Ari         | 27 febbraio 2002 | 0  | 0  | Persebaya Surabaya |  |  |
| 21 | P | Muhammad Riyandi    | 3 gennaio 2000   | 5  | -? | Barito Putera      |  |  |
| 23 | P | Nadeo Argawinata    | 9 marzo 1997     | 3  | -? | Bali United        |  |  |
| 26 | P | Syahrul Fadil       | 26 ottobre 1995  | 1  | -? | Persikabo 1973     |  |  |
|    |   |                     |                  |    |    |                    |  |  |
| 2  | D | Marckho Sandy       | 4 dicembre 1995  | 1  | 0  | Borneo             |  |  |
| 3  | D | Edo Febriansyah     | 25 luglio 1997   | 2  | 0  | Persita Tangerang  |  |  |
| 4  | D | Ryuji Utomo         | 1º luglio 1995   | 3  | 0  | Persija Jakarta    |  |  |
| 5  | D | Rizky Ridho         | 21 novembre 2001 | 4  | 0  | Persebaya Surabaya |  |  |
| 11 | D | Victor Igbonefo     | 10 ottobre 1985  | 14 | 0  | Persib Bandung     |  |  |
| 12 | D | Pratama Arhan       | 21 dicembre 2001 | 9  | 0  | PSIS Semarang      |  |  |
| 13 | D | Rachmat Irianto     | 3 settembre 1999 | 8  | 2  | Persebaya Surabaya |  |  |
| 14 | D | Asnawi Mangkualam   | 4 ottobre 1999   | 10 | 0  | Ansan Greeners     |  |  |
| 16 | D | Rizky Dwi Febrianto | 22 febbraio 1997 | 0  | 0  | Arema              |  |  |
| 19 | D | Fachrudin Aryanto   | 19 febbraio 1989 | 37 | 2  | Madura United      |  |  |
| 28 | D | Alfeandra Dewangga  | 28 giugno 2001   | 2  | 0  | PSIS Semarang      |  |  |
| 30 | D | Elkan Baggott       | 23 ottobre 2002  | 1  | 0  | Ipswich Town U-23  |  |  |
|    |   |                     |                  |    |    |                    |  |  |
| 6  | C | Evan Dimas          | 13 marzo 1995    | 35 | 8  | Bhayangkara        |  |  |
| 8  | C | Witan Sulaeman      | 8 ottobre 2001   | 8  | 2  | Lechia Gdańsk      |  |  |
| 15 | C | Ricky Kambuaya      | 5 maggio 1996    | 5  | 2  | Persebaya Surabaya |  |  |
| 17 | C | Syahrian Abimanyu   | 25 aprile 1999   | 7  | 0  | Johor Darul Ta'zim |  |  |
| 18 | C | Kadek Agung         | 25 giugno 1998   | 8  | 1  | Bali United        |  |  |
| 20 | C | Ramai Rumakiek      | 19 aprile 2002   | 4  | 2  | Persipura Jayapura |  |  |
| 22 | C | Yabes Roni          | 6 febbraio 1995  | 3  | 0  | Bali United        |  |  |
| 24 | C | Ahmad Agung         | 9 marzo 1996     | 1  | 0  | Persik Kediri      |  |  |
|    |   |                     |                  |    |    |                    |  |  |
| 7  | A | Ezra Walian         | 22 ottobre 1997  | 4  | 1  | Persib Bandung     |  |  |
| 9  | A | Kushedya Yudo       | 6 luglio 1993    | 8  | 0  | Arema              |  |  |
| 10 | A | Egy Maulana Vikri   | 7 luglio 2000    | 8  | 1  | Senica             |  |  |
| 25 | A | Irfan Jaya          | 1º maggio 1996   | 10 | 3  | PSS Sleman         |  |  |
| 27 | A | Dedik Setiawan      | 27 giugno 1994   | 9  | 0  | Arema              |  |  |
| 29 | A | Hanis Sagara        | 8 settembre 1999 | 0  | 0  | Persikabo 1973     |  |  |

## Tutte le rose

### Mondiali
Coppa del Mondo FIFA 1938P Van Beusekom, P Tan M.H., D Dorst, D Harting, D Hu Kon, D Samuels, C Anwar, C Faulhaber, C Meeng, C Nawir, C Van Den Burgh, A Pattiwael, A Soedarmadji, A Taihuttu, A Tan H.D., A Tan S.H., A Teilherber, A Telwe, A Zomers, CT: Mastenbroek

### Coppa d'Asia
Coppa d'Asia 19961 Kurnia, 2 Agung, 3 Suwandi, 4 Tumena, 5 Tecuari, 6 Sudirman, 7 Widodo, 8 Wabia, 9 Budiman, 10 Indriyanto, 11 Bima, 12 Yarangga, 14 Ansar, 15 Wewengkang, 16 Marzuki, 17 Madubun, 18 Supriyono, 20 Hendro, CT: Danurwindo
Coppa d'Asia 20001 Kartiko, 3 Santoso, 4 Sofyan, 5 Sugiantoro, 6 Purjianto, 8 Nurdiyantoro, 9 Nawawi, 10 Yulianto, 11 Sakti, 12 Ivakdalam, 13 Adnyana, 14 La'ala, 15 Riyadi, 16 Nahumarury, 17 Gede, 18 Warsidi, 19 Nur'Alim, 20 Pamungkas, 21 Putiray, 22 Christiawan, 23 Rijadi, 30 Gultom, CT: Iskandar
Coppa d'Asia 20041 Kartiko, 2 Setyabudi, 3 Pulalo, 4 Sofyan, 5 Tecuari, 6 Warsidi, 7 Ichwan, 8 Aiboy, 9 Aliyuddin, 11 Astaman, 12 Pitoy, 13 Sudarsono, 14 Chaeruddin, 17 Saputra, 18 Firmansyah, 20 Pamungkas, 21 Putiray, 22 Kurniawan, 23 Hamzah, 24 Abdurrahman, 25 Pohan, 30 Adnyana, CT: Kolev
Coppa d'Asia 20071 Pitoy, 2 Ridwan, 3 Iba, 4 Salampessy, 5 Abdurrahman, 6 Yulianto, 7 Ramdani, 8 Aiboy, 9 Panggabean, 11 Astaman, 12 Rotinsulu, 13 Sudarsono, 14 Sofyan, 15 Utina, 16 Chaeruddin, 17 Atep, 19 Arief, 20 Pamungkas, 21 Saputra, 22 Supardi, 23 Maulana, 27 Amiruddin, 28 Jufriyanto, CT: Kolev
Coppa d'Asia 20231 Riyandi, 2 Sayuri, 3 Baggott, 4 Amat, 5 Ridho, 6 Walsh, 7 Ferdinan, 8 Sulaeman, 9 Drajad, 10 Maulana, 11 Struick, 12 Arhan, 13 Febriansah, 14 Mangkualam, 15 Kambuaya, 16 Caraka, 17 Alis, 18 Sananta, 19 Prasetyo, 20 Pattynama, 21 Ari, 22 Sulistyawan, 23 Klok, 24 Jenner, 25 Hubner, 26 Argawinata, CT: T.Y. Shin

### Giochi olimpici
NOTA: per le informazioni sulle rose successive al 1948 visionare la pagina della Nazionale olimpica.